# Kirbu (Prowincja Valga)
Kirbu – wieś w Estonii, prowincji Valga, w gminie Karula.